# Магдалена Нојнер
Магдалена Нојнер (Гармиш-Партенкирхен, 9. фебруар 1987) је бивша немачка биатлонка, двострука олимпијска победница и најуспешнија биатлонка на Светским првенствима свих времена.
Биатлоном је почела да се бави када је имала девет година, а на Светским јуниорским првенствима између 2004. и 2006. године освојила је пет светских титула.
На Олимпијским играма 2010. у Ванкуверу освојила је три медаље, златне у потери и масовном старту и бронзану у спринту. У појединачној трци заузела је десето место.
На Светским првенствима најуспешнија је биатлонка свих времена са седамнаест медаља. Дванаест пута је постала светска шампионка. Освојила је златне медаље у свим дисциплинама осим у појединачној трци на 15 километра.
Први Светски куп освојила је 2008. када је имала двадесет једну годину, и постала је најмлађа победница Светског купа икада. Светски куп је освојила још два пута 2010. и 2012. Укупно је остварила 34 победе, а 63 пута се попела на победничко постоље и налази се на другом месту по броју победа иза Магдалене Форсберг.
За најбољу спортисткињу Немачке проглашена је 2007, 2011. и 2012. године. У марту 2012. повукла се из спорта, а као разлог навела је недостатак мотивације и жељу за нормалним животом.